# 石坂智子
石坂 智子（いしざか ともこ、1963年2月27日 - ）は、日本の元歌手、1980年代のアイドル歌手。本名、小林 智子（こばやし さとこ）。当時の所属はNPミュージックプロモーション。石川県金沢市出身、堀越高等学校卒業。

## 人物・来歴
1979年（昭和54年）に行われた第1回東芝タレントスカウトキャラバンで優勝、1980年（昭和55年）6月にシングル『ありがとう』でデビューした。この曲はたのきんトリオが主演したドラマ『ただいま放課後』の主題歌でオリコン最高40位という自身最大のヒット曲となった。また、同年の日本テレビ音楽祭の最優秀新人賞最終候補に、同期デビューした田原俊彦、松田聖子、河合奈保子、柏原よしえ（現・柏原芳恵）、岩崎良美、鹿取洋子というメンバーとともにノミネートされた。
シングル『ふたりの恋はABC』は、UCC上島珈琲「UCC缶コーヒー〈オリジナル〉」（後のUCCミルクコーヒー）のCMに使用され、「♪ふたりの夢はUCC～」という歌詞で流れた。前曲の『デジタル・ナイト・ララバイ』から一転し、王道的なアイドルポップスへの原点回帰を図る。
後述する1981年（昭和56年）8月21日発売の『北国へ』を最後のシングル、並びに同年12月1日発売の『ベスト・アルバム』を最後のアルバムとして同年12月31日を以ってデビュー以来約1年7ヶ月、満18歳で芸能界を引退した。前年の日本テレビ音楽祭では新人賞に残ったが、同年夏のデビュー2年目歌手対象の「金の鳩賞」には、鹿取洋子とともに落選、前年次点の甲斐智枝美が代わってノミネートされた。同じプロダクションであったことから野口五郎がレギュラー出演するテレビ番組に出る場合がほとんどだった。
活動当時のプロフィールで紹介された趣味は、ピアノ、タロット占い。得意なスポーツはバスケットボール、アイススケート、好きなアーティストは山下達郎、尾崎亜美、ドナ・サマー、と記されている。

## 主なテレビ出演
- 「夜のヒットスタジオ」（フジテレビ）（1980年7月21日初登場：ありがとう）他
- 「カックラキン大放送!!」（日本テレビ）（1980年7月18日：ありがとう）（1981年1月16日：デジタルナイトララバイ）（1981年2月27日：ふたりの恋はABC）他

## ディスコグラフィ
※東芝EMIより発売

### シングル
1. ありがとう  （1980年6月21日）
（c/w）　未来なんかいらない
2. デジタル・ナイト・ララバイ   （1980年9月21日）
（c/w）　ブルー・カラー・レディー
3. ふたりの恋はABC   （1980年12月21日）
（c/w）　あなたにどうぞ
4. 流れ雲   （1981年4月21日）
（c/w）　にがい方が好き
5. 北国へ  （1981年8月21日）
（c/w）　Day by Day

### アルバム
- デジタル・レディー （1980年12月1日）

1. デジタル・ナイト・ララバイ
2. 冬ぐもりの街
3. ジャスト・ア・ミニット
4. 未来なんかいらない
5. 卒業
6. ありがとう
7. 湘南,18,黄昏て
8. 通り雨
9. ブルー・カラー・レディー
10. ラブ・イズ・ユー

- 流れ雲 （1981年6月5日）

1. 流れ雲
2. Love Me Tender
3. 人形
4. あなたにどうぞ
5. 坂道のある町
6. ふたりの恋はABC
7. 潮騒
8. にがい方が好き
9. 恋の呪文
10. 旅の風

- ベスト・アルバム （1981年12月1日）

1. ありがとう
2. 愛の旅人
3. デジタル・ナイト・ララバイ
4. あいいろ街
5. Love Me Tender
6. 流れ雲
7. 北国へ
8. 恋の呪文
9. ふたりの恋はABC
10. 人形
11. 卒業
12. ラブ・イズ・ユー